# Площадь 30-летия Победы
Площадь 30-летия Победы — мемориальная площадь в центре Ульяновска на стыке улиц Минаева и Гончарова. На площади проводятся митинг-реквием, парады и другие мероприятия. Основой площади служит мемориальный комплекс, посвящённый Великой Отечественной войне и другим войнам с участием России, с доминантой в виде обелиска. Имеет продолжение в виде Аллеи пионеров-героев.

## История

Подземный переход к площади 30-летия Победы.

Площадь создана в 1975 году вместе с открытием обелиска-памятника «30 лет Победы» к празднованию 30-й годовщины Победы в Великой Отечественной войне.
В 2014—2015 годах, к празднованию 70-й годовщины Победы в Великой Отечественной войне 1941—1945 годов, проводился капитальный ремонт площади 30-летия Победы.
В апреле 2024 года начался ремонт площади 30-летия Победы. В реконструкции нуждались гранитные плиты на верхней и нижней площадке, лестницы и облицовочные стенки.

## Описание
Площадь находится на волжском берегу в створе улиц Гончарова, Минаева, спуск Степана Разина и примыкает переулок Зелёный.
На площади расположена Мемориальная зона, где находятся:
- 24 июня 1995 года был открыт памятник воинам, павшим в Афганистане (скульптор О. А. Клюев, архитектор В. П. Сергиенко)[12].

- 15 мая 1999 года открыли памятную композицию с именами бойцов, погибших и пропавших без вести во время вооружённых конфликтов в Чеченской Республике и на локальных войнах (Памятник «Скорбящая Мать»)[13][14].

- 9 мая 2005 года силами Ульяновского автомобильного завода у подножия обелиска установили солнечные часы в память «Взрослым и детям, убитым, замученным в плену, пропавшим без вести». Также в этом году была заложена Аллея Памяти ульяновцам, погибшим в Афганистане и на Северном Кавказе[13].
- В мае 2015 года были открыты: Памятник детям войны (скульптор Мария Галлас) и Аллея пионеров-героев[15][16][15].

## Галерея

Памятник воинам павшим в Афганистане
Памятник «Скорбящая Мать»
Общий вид на памятники
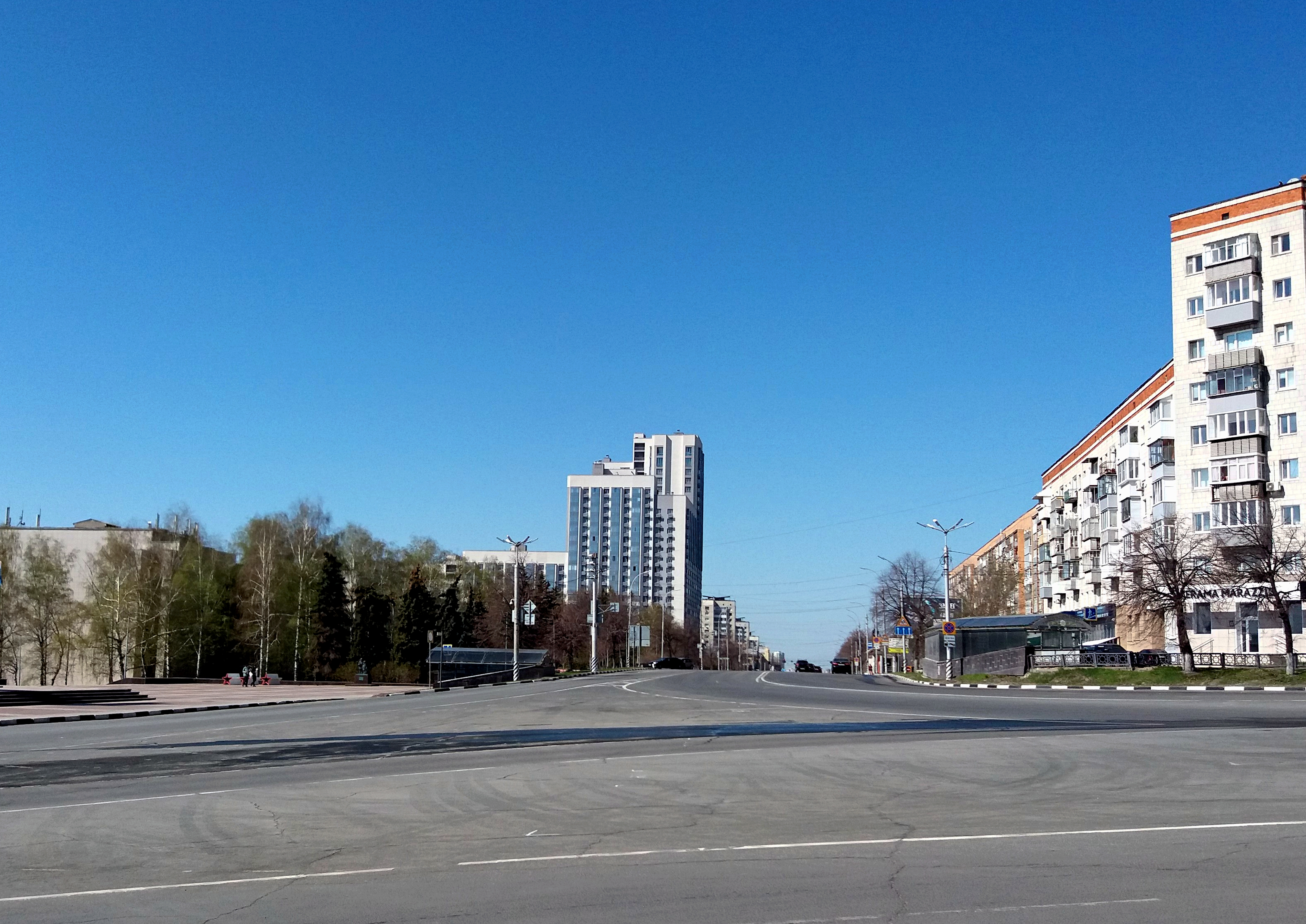
Вид с площади на улицу Минаева
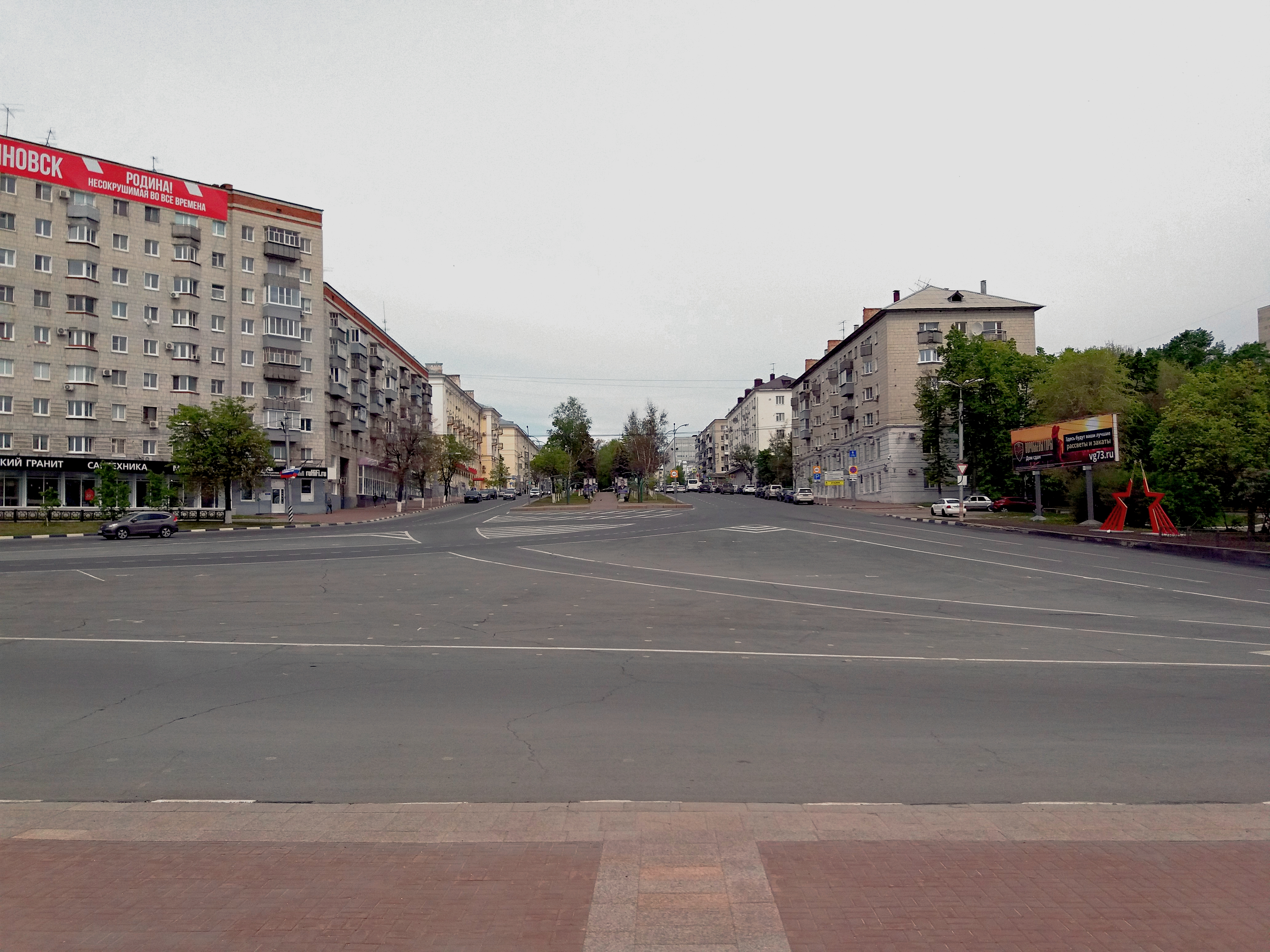
Вид с площади на улицу Гончарова
Памятный знак «Пограничникам»
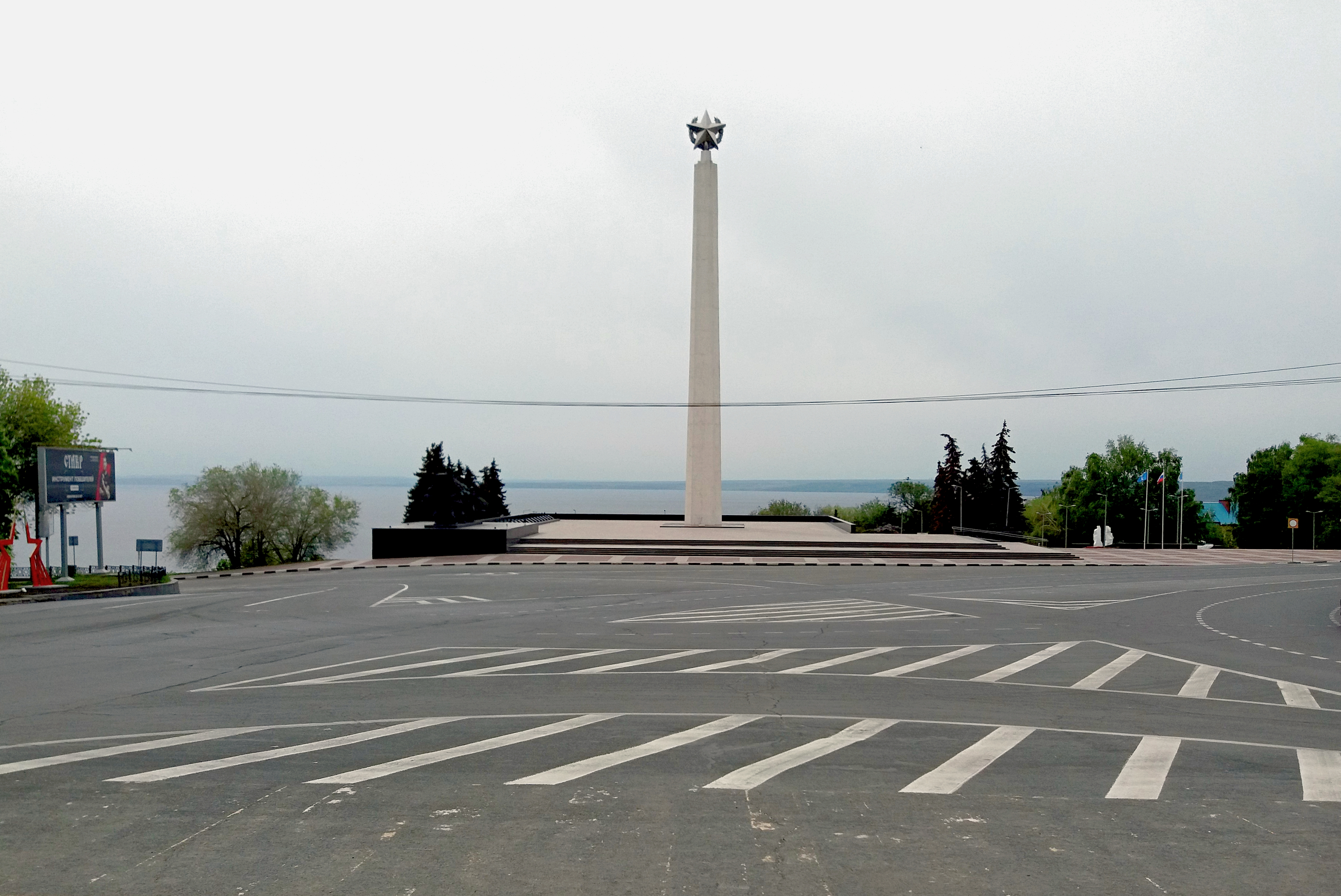
Площадь 30-летия Победы
Памятник «Матерям афганцев»
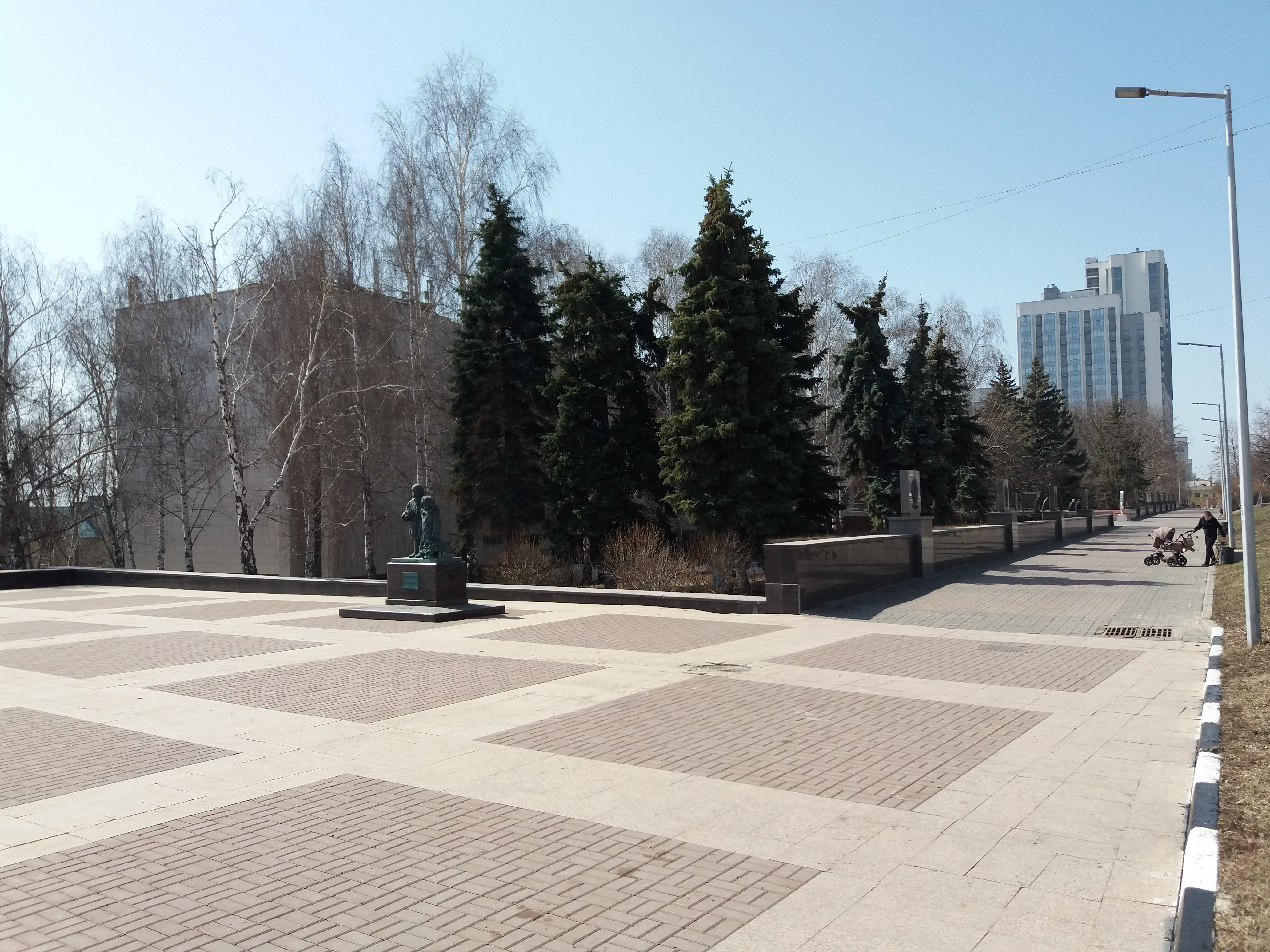
Аллея пионеров-героев
Памятник «Детям войны посвящается»
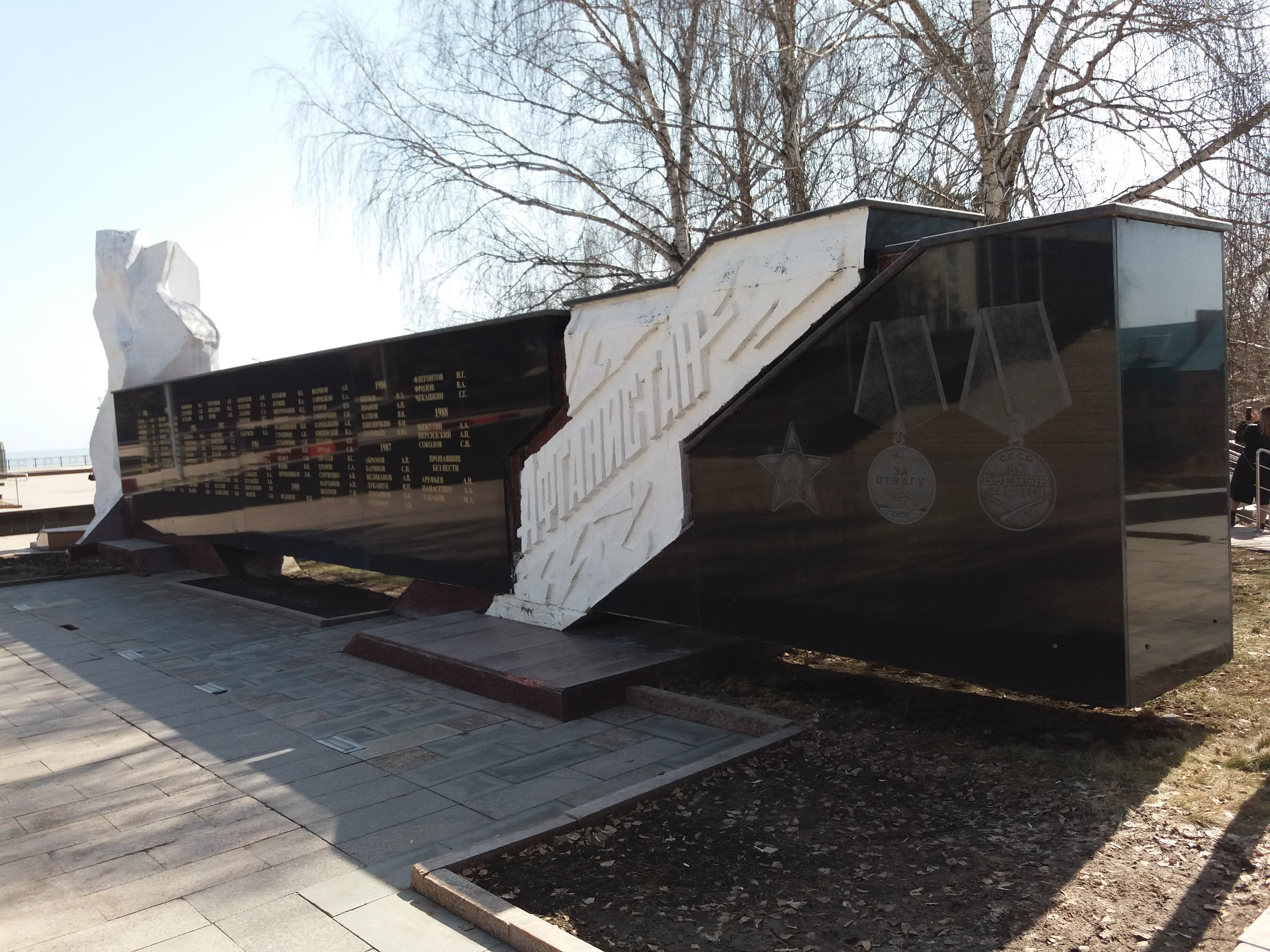
Памятник «Погибшим в Афганистане»